# Hat-Hor
Hat Hor, còn được gọi là Hat-Hor (thực tế là Hor-Hat), có thể là 1 vị vua Ai Cập cổ đại (Pharaon) của triều đại số 0 (Thời kỳ Predynastic), ông được cai trị khoảng năm 3250 TCN.
Ông được ghi lại trên cái bình có tên của ông từ Tarkhan, giống như Ny-Hor. Tuy nhiên, tronng sách và giải thích tên của ông đều không rõ.